# Włodzimierz Stebelski
Włodzimierz Stebelski ps. Aleksander Dym, Bogdan z Podola, Roman Zero (ur. 31 sierpnia 1848 w Magierowie, zm. 22 grudnia 1891 w Warszawie) – polski poeta i satyryk, eseista, krytyk literacki, dziennikarz.

## Życiorys
Uczęszczał najpierw do gimnazjum w Stanisławowie, a następnie od 1862 do gimnazjum w Samborze. Tam podjął pierwsze próby literackie. Efekty kilku z nich przyjęły do druku czasopisma Meta (1863) i Niva (1865), wydawane przez lwowską grupę Mołoda Ruś. W latach 1866–1871 studiował na Uniwersytecie Lwowskim. Po studiach podjął pracę w lwowskim Gimnazjum im. Franciszka Józefa, a po roku przeniósł się do banku. W 1872 został głównym współpracownikiem czasopisma satyryczno-politycznego Strachopud (ukazało się tylko 16 numerów). W 1874 zaczął pisać do czasopism warszawskich: satyrycznych „Kolców” i „Kuriera Polskiego”. Był współpracownikiem „Kuriera Lwowskiego” i od 1886 „Kuriera Codziennego”, na którego łamach zasłynął otwartą krytyką „Kaśki Kariatydy” pióra Gabrieli Zapolskiej. Pisał felietony społeczne i polityczne Współpracował z „Gazetą Narodową”, „Przeglądem Lwowskim”, krakowską „Reformą” i „Ziarnem”. Obciążony dziedziczną chorobą umysłową popadł w alkoholizm. Z końcem 1882 wyjechał na półroczną kurację do Niemiec, przebywał w Baden też w 1885, w 1887 przeniósł się na stałe do Warszawy. Nadmiar obowiązków i konieczność wywiązywania się z nich przy stale pogłębiającej się chorobie nerwowej oraz nałogu alkoholowym, doprowadziły go do całkowitego wyłączenia się z pracy. Jesienią 1891 znalazł się w nowo otwartym zakładzie dla umysłowo chorych w Tworkach, po opuszczeniu Tworek, w nocy z 22 na 23 grudnia 1891, popełnił samobójstwo przez powieszenie w swoim warszawskim mieszkaniu przy ul. Niecałej. 
Pochowany został w polu, za murem cmentarza na Bródnie (kw. 46H-4). 
Gotowa praca na temat twórczości Włodzimierza Stebelskiego autorstwa Juliusza Wiktora Gomulickiego przepadła w rękopisie podczas powstania warszawskiego.
Do najwybitniejszych utworów należą:
- "Monach" (nowela) wyd. Lwów 1870
- „Roman Zero” (poemat dygresyjny) wyd. 1882
- „Dom obłąkanych”
- „Sylwetki z Tworek. Delirium tremens”